# Distretto di Ouled Si Slimane
Il distretto di Ouled Si Slimane è un distretto della provincia di Batna, in Algeria, con capoluogo Ouled Si Slimane.

## Comuni
Il distretto comprende i seguenti comuni:
- Ouled Si Slimane
- Taxlent
- Lemsane